# 长孙道生
长孙道生（370年—451年11月27日），鮮卑姓拔拔氏，代人，北魏上黨王，与堂叔长孙嵩同为道武帝、明元帝、太武帝三朝老臣。生性忠厚廉谨，为人慎重。

## 生平
道武帝時期，因個性廉謹慎重，道武帝讓他與賀毗等四人擔任內侍，執掌機密以及詔令之事。明元帝即位後，任南统将军、冀州刺史，曾經派人於民間強取婦女貢獻給明元帝，遭到斥責，但因舊臣的身分而免罪。
太武帝即位后，进爵汝阴公，迁廷尉卿。曾随太武帝征討柔然。北魏始光四年（427年），又跟隨太武帝攻打匈奴夏国的赫连昌，長孫道生與長孫翰、娥青領軍三萬騎做為前鋒軍隊，成功攻破赫連昌軍隊。神䴥三年（430年）劉宋將領到彥之北伐，長孫道生率軍隊駐屯於黃河北岸對峙之，隔年又與叔孫建在滑台擊敗南朝刘宋大将檀道济和王仲德等軍隊。
長孫道生頗有將略，並且善待士卒，爾後又多次率領軍隊征戰，包括了延和三年（434年）與拓跋健、古弼攻打北燕，太延三年（437年）圍剿西河地區叛胡餘黨，兩年後柔然舉兵南下，率軍拒之。後官拜司空，加侍中，进封上党王。
其为人节俭，一件垫在马鞍下的熊皮鄣泥，用了数十年都没有换，当时人将他比作晏婴。他的家族曾經重整翻修過宅第，長孫道生看到後感嘆：「昔霍去病以匈奴未滅， 無用家為，今強寇尚遊魂漠北，吾豈可安坐華美也！」，下令將新建後的屋宅毀去。雖然其廉潔、議政、將略等方面皆備受稱許，但晚年過於寵信其妻孟氏，因而招致非議。正平元年十月十八日己巳（451年11月27日）去世，年八十二歲，諡號靖。
太和十八年（494年），魏孝文帝把都城由平城迁到洛阳，鲜卑族姓氏改为汉姓，本姓拔拔的長孫道生的后裔改姓为长孙氏，此后世居河南洛阳，隋朝的长孙晟和其子唐代的长孙无忌是其後代。

## 家庭

### 妻
- 孟氏

### 子
- 长孙乌者，北魏少卿，早卒。

### 孫
- 長孫觀，襲封上黨王，諡號定。

## 延伸阅读
[在维基数据编辑]
 《魏書·卷25》，出自魏收《魏书》
 《北史/卷022》，出自李延壽《北史》